# Zion, Illinois
Zion är en stad i Lake County, Illinois, USA, med ungefär 25 000 invånare.
Staden grundades i juli 1901 av John Alexander Dowie och Christian Catholic Apostolic Church.
De byggde också stadens enda kyrka, the Zion Tabernacle (nedbränd 1937).
Zion är en av de få städer i världen som var totalt planlagd innan den började byggas.
Dowie designade stadsplanen utifrån mönstret på Union Jack, eftersom han själv ursprungligen var skotte. Han inhämtade även råd om hur staden skulle byggas från flera internationella storstäder.